# Allan (Live)
Allan (Live) è il primo singolo dell'album En concert della cantautrice francese Mylène Farmer, pubblicato il 4 dicembre 1989.
La canzone presenta il primo cd live di Mylène Farmer e nel singolo possiamo trovare un altro inedito,Psychiatric, che Mylène reinterpreterà in una nuova versione nell'album L'Autre... due anni dopo.
Nel videoclip le scene live della canzone vengono affiancate ad alcune sequenze in cui un tenebroso frate divampa un incendio in un cimitero (o per meglio dire, il cimitero ricostruito sul palco della cantante durante le sue esibizioni live).
Il singolo arriverà alla 32ª posizione della single chart vendendo circa 60.000 esemplari.

## Versioni ufficiali
1. Allan (Live) (Live Single Version) (4:50)
2. Allan (Live) (Live Version) (5:14)
3. Allan (Live) (Extended Remix) (7:58)